# Floris von Rosemund
Floris von Rosemund ist eine deutsche Fernsehserie aus dem Jahre 1975 mit Rutger Hauer und Derval de Faria in den Hauptrollen. Es handelt sich um eine Neuverfilmung der niederländischen Serie Floris – der Mann mit dem Schwert, in der Rutger Hauer ebenfalls Floris verkörperte. In Deutschland wurde der Niederländer Rutger Hauer von dem Schauspieler Joachim Ansorge synchronisiert.
Die Serie wurde von Wolfgang Kirchner, Werner Schneyder, Gerard Soeteman und Piet van Friesen geschrieben.

## Handlung
Im ausgehenden Mittelalter: Nachdem er geraume Zeit als Abenteurer die Welt durchstreift hat, kehrt Floris von Rosemund zusammen mit seinem morgenländischen Freund Sindala nach Hause zurück. Dort sind seine Verwandten inzwischen verstorben; die Burg, deren rechtmäßiger Erbe Floris wäre, wird ihm jedoch von Herzog Grauberg und dessen Schergen Hauptmann von Rossum, dem Meisterspion von Hackfort und dem langen Pier, einem gestrandeten Piraten, streitig gemacht. So schlägt sich Floris auf die Seite von Graubergs Feind, Walter von Altenstein, einem Gefolgsmann von Herzog Philipp dem Blassen, und kämpft mit diesem, Gräfin Ada und deren Zofe Viola zusammen um sein Erbe. Auch wenn die Serie viele eigenständige, isolierte Episoden enthält, wird insgesamt eine kontinuierliche Geschichte präsentiert, die den Wiedergewinn und die Verteidigung der Burg Rosemund durch Floris und seine Freunde zum Inhalt hat.
Sindala hat das Wissen indischer Fakire und ist in der Alchemie bewandert. Durch seine Tricks kann er die Grauberger immer wieder täuschen und gemeinsam mit Floris Wagemut deren heimtückische Pläne vereiteln. Beispielsweise verändert Sindala die Anleitung für die Zusammensetzung des Kanonenschießpulvers in der Folge Der kupferne Hund so, dass die Kanone explodiert, bevor die Mauern der Burg Altenstein zerstört werden.

## Episoden
1. Das gestohlene Schloß (Pilot)
2. Die schwarzen Kugeln
3. Das brennende Wasser
4. Sindala der Goldmacher
5. Der kupferne Hund
6. Der Teufelsmaler
7. Die Geschenke des Herzogs
8. Die Alraune
9. Der byzantinische Becher
10. Wallfahrer für die Madonna
11. Die drei Narren
12. Im Zeichen des Bösen
13. Das Gericht
14. Die Helden von Rosemund
15. Die Hochzeit
16. Rum für den langen Pier
17. Die Spuren der Künste
18. Die Wassergeister
19. Das Friedenslied

## Kommerzielle Veröffentlichung
Die Serie wurde 2014 von Pidax-Film auf drei DVDs veröffentlicht.